# 린세 케슬레르
레니나 "린세" 케슬레르(덴마크어: Lenina "Linse" Kessler, 1966년 3월 31일 ~ )는 덴마크의 모델이다. 1990년대에 유방 확대 성형수술을 받은 것으로 유명하다.

## 출연 작품
- Pusher II: With Blood on My Hands (2004)
- Pusher 3 (2005)